# El tango en París
 El tango en París  es una película en blanco y negro de Argentina dirigida por Arturo S. Mom sobre el guion de Ariel Cortazzo, Abel Santa Cruz y Emilio Villalba Welsh según una obra teatral de Enrique García Velloso que se estrenó el 9 de agosto de 1956 y que tuvo como protagonistas a Jorge Vidal, Julia Sandoval, Enrique Serrano, George Rigaud y Olinda Bozán. Está basado en una antigua obra teatral que estrenara Florencio Parravicini y fue el último filme de Arturo S. Mom.

## Sinopsis
Un cantor de tangos viaja a París buscando el éxito.

## Reparto
- Jorge Vidal ... Jorge Morel
- Julia Sandoval ... Raquel
- Enrique Serrano ... Chopin
- George Rigaud ... Rodolfo
- Olinda Bozán ... Doña Carolina
- Ivana Kislinger ... Lisette
- Carlos Enríquez ... Gordines
- André Norevó
- Semillita ... Billete
- Ernesto Villegas ... Añejo
- Alfredo Suárez Serrano
- Alberto Barcel
- Antonio Del Giudice
- Roberto Míguez Montana
- Emilio Vieyra
- Osvaldo Bruzzi
- José Filipeli
- Joaquín Petrosino
- Roberto Bordoni ... Marques
- Andrés Rigaud
- Rafael Diserio ... Durante
- Domingo Mania
- Fernando Campos
- Rodolfo Crespi
- Nicolás Olivari
- Ana Casares

## Comentarios
Noticias Gráficas dijo:

”Con el señuelo del tango cantado por Jorge Vidal, vuelve sobre lugares comunes que creíamos superados. Una serie de canciones se suceden de idéntica forma a lo largo del film, interpretados erráticamente por el cantor nombrado.”